# Станиславский маяк
Станиславский маяк, или Малый Аджигольский маяк — действующий створный маяк, расположенный на бетонном пирсе на крохотном островке на расстоянии около 7 километров (4,3 мили) к западу северо-западнее села Рыбальче и около 35 километров (22 миль) от Херсона. Название маяка произошло от села Станислав, напротив которого он расположен.

## Описание
Вместе с Аджигольским маяком, расположенным в 6,49 км (4,03 мили) 109° от него, служит средством навигации для судов, заходящих в устье Днепра.
Название маяка произошло от села Станислав, напротив которого он расположен. Маяк представляет собой вертикальную решётчатую гиперболоидную конструкцию из стальных стержней. Спроектирован в 1910 году Владимиром Шуховым. Рубка наблюдения окружена решёткой. Рядом с маяком построен одноэтажный дом для персонала по обслуживанию.
До маяка можно добраться только на лодке. Остров открыт для посетителей, однако сам маяк закрыт для посещения гражданскими лицами.